# 高雄市政府青年局
高雄市政府青年局，高雄市政府所屬的一級機關，位於高雄市政府鳳山行政中心前棟，主要負責青年創業事務專門機構，於2019年10月1日成立。

## 組織架構
- 局長
- 副局長
- 主任秘書
  - 綜合規劃科：青年發展政策、青年參與國際及兩岸交流與體驗學習、公共參與平台建置、青年居住多元協助方案等事項之綜合規劃、執行、督導及相關法規之研修暨有關研考、法制、財產、採購、出納、文書、檔案管理、資訊管理、職工及臨時人員管理等事項及不屬於其他科之事項。
  - 創業輔導科：青年創業基地營運、創業輔導課程、新創事業業師諮詢輔導、創業競賽及論壇、創客人才培育、創業社群交流等事項。
  - 資源整合科：青年創業發展基金管理會組成及運作、青年創業資金投資及補助、青年創業貸款，帶動多元創新，全方位協助青年取得相關資源等事項。

## 初期選址
高雄市政府青年局自韓國瑜市長上任即開始規劃及籌備，2019年2月12日韓國瑜表示青年局將設立於鳥松區閒置中的澄清湖青年活動中心（2016年高雄市政府從中國青年救國團收回，迄今閒置）。由於該位址已於2017年9月規劃為未來國立原住民族博物館用地，高雄市政府最後決定落腳位於左營區的世運主場館尾翼空間，作為青年局的辦公地點。